# Anthurium humboldtianum
Anthurium humboldtianum är en kallaväxtart som beskrevs av Carl Sigismund Kunth. Anthurium humboldtianum ingår i släktet Anthurium och familjen kallaväxter.

## Underarter
Arten delas in i följande underarter:
- A. h. humboldtianum
- A. h. viridispadix